# Neophylax tenuicornis
Neophylax tenuicornis är en nattsländeart som först beskrevs av Georg Ulmer 1907.  Neophylax tenuicornis ingår i släktet Neophylax och familjen Uenoidae. Inga underarter finns listade i Catalogue of Life.